# Malasia en los Juegos Paralímpicos
Malasia en los Juegos Paralímpicos está representada por el Consejo Paralímpico de Malasia, miembro del Comité Paralímpico Internacional.
Ha participado en once ediciones de los Juegos Paralímpicos de Verano, su primera presencia tuvo lugar en Heidelberg 1972. El país ha obtenido un total de veintiuna medallas en las ediciones de verano: ocho de oro, seis de plata y siete de bronce.
En los Juegos Paralímpicos de Invierno Malasia no ha participado en ninguna edición.

## Medallero

### Por edición
Juegos Paralímpicos de Verano
| Evento              | Oro | Plata | Bronce | Total |
| ------------------- | --- | ----- | ------ | ----- |
| Heidelberg 1972     | 0   | 0     | 0      | 0     |
| 1976 – 1984         | –   | –     | –      | –     |
| Seúl 1988           | 0   | 0     | 1      | 1     |
| Barcelona 1992      | 0   | 1     | 2      | 3     |
| Atlanta 1996        | 0   | 0     | 0      | 0     |
| Sídney 2000         | 0   | 0     | 0      | 0     |
| Atenas 2004         | 0   | 0     | 0      | 0     |
| Pekín 2008          | 0   | 0     | 1      | 1     |
| Londres 2012        | 0   | 1     | 1      | 2     |
| Río de Janeiro 2016 | 3   | 0     | 1      | 4     |
| Tokio 2020          | 3   | 2     | 0      | 5     |
| París 2024          | 2   | 2     | 1      | 5     |
| TOTAL               | 8   | 6     | 7      | 21    |

### Por deporte
Deportes de verano
| Evento                    | Oro | Plata | Bronce | Total |
| ------------------------- | --- | ----- | ------ | ----- |
| Atletismo                 | 4   | 2     | 4      | 10    |
| Bádminton                 | 2   | 0     | 0      | 2     |
| Bochas                    | 0   | 1     | 0      | 1     |
| Halterofilia              | 0   | 1     | 2      | 3     |
| Levantamiento de potencia | 2   | 1     | 1      | 4     |
| Tiro con arco             | 0   | 1     | 0      | 1     |
| TOTAL                     | 8   | 6     | 7      | 21    |